# Satéré-mawé

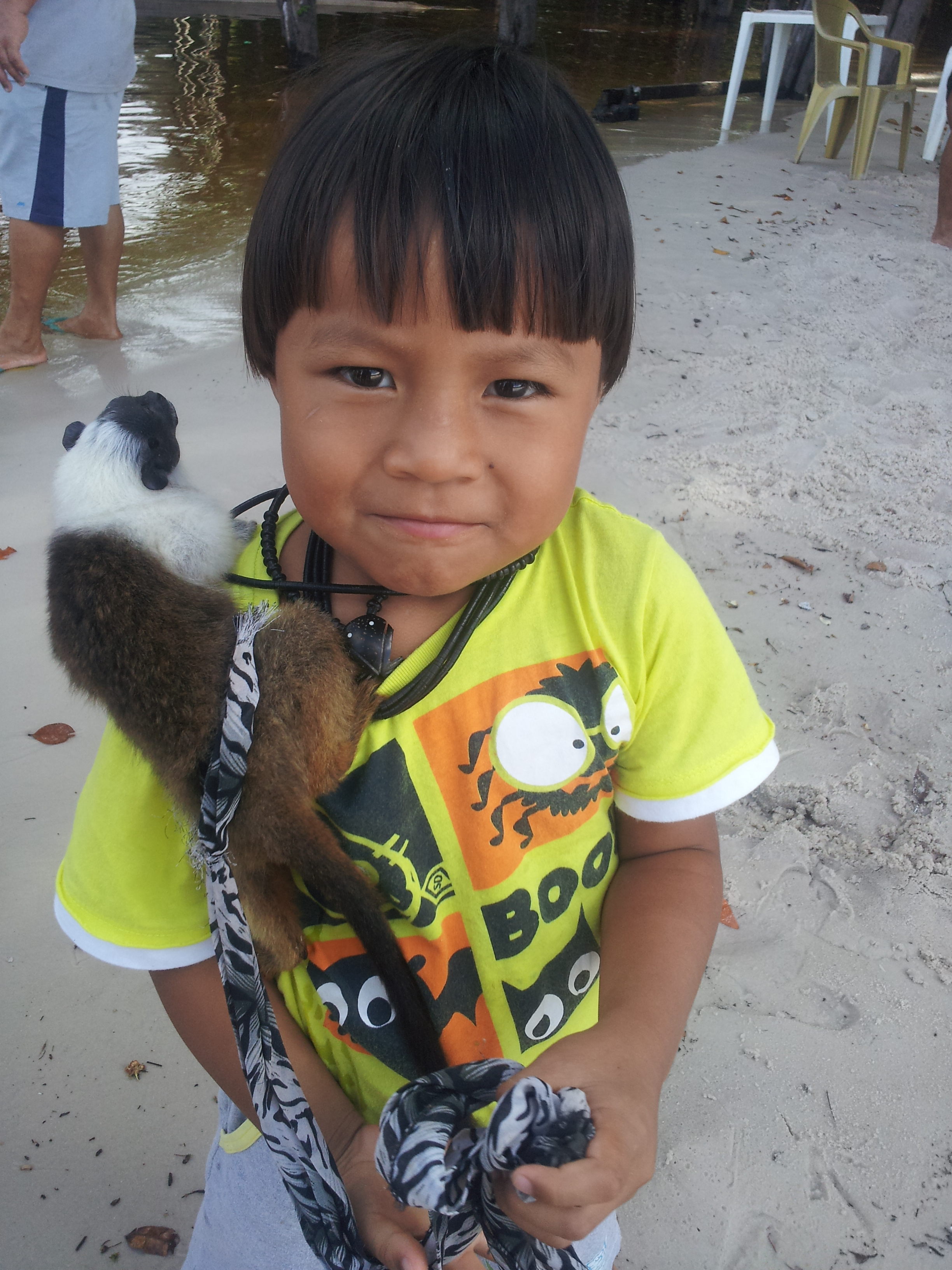
Enfant autochtone Sateré-Mawé avec son animal de compagnie, en 2014.

Les Sateré-mawé ou Mawés sont une tribu indigène brésilienne isolée, vivant au centre de l'Amazonie. Ils vivent sur une Terre Indigène démarquée de 788 824 hectares nommée Andirá-Marau qui fut homologuée le 6 août 1986,.
Cette tribu se distingue par une pratique d'initiation très particulière appelée « tucandeira » (fourmi balle de fusil). Cette initiation s'adresse aux adolescents. Elle consiste pour l'adolescent à plonger les mains dans une poche contenant des fourmis tucandeira (paraponera) dont la piqûre est très douloureuse, durant environ cinq minutes. Les douleurs se font particulièrement sentir après avoir retiré les mains de ces gants. Cette cérémonie est accompagnée de chants et de danses propres à la tribu Sateré-mawé.
Cette pratique (placer les mains dans les gants) doit être reproduite vingt fois avant que le jeune soit considéré comme un guerrier sateré-mawé. Ce cycle rituel terminé, le guerrier est alors considéré comme « protégé », d'après la mythologie sateré-mawé.
Cette tribu est aussi connue pour avoir inventé, dans les temps précolombiens, les techniques de domestication et de culture de la plante énergisante guarana, appelé Warana dans leur langue. Le Guarana est aujourd'hui une plante globale largement utilisée par les industries de la boisson et des compléments alimentaires.
La population des Sateré-mawé est d'environ 23 000 personnes en 2024.